# Wazhma Frogh
Wazhma Frogh (...) è un'attivista afghana per i diritti delle donne.

## Biografia
In terza media Frogh ha impartito ripetizioni ai figli del suo padrone di casa affinché le riducesse l'affitto e lei e le sue sorelle potessero così permettersi la scuola. A 17 anni contribuiva al quotidiano The Frontier Post con aggiornamenti settimanali sulle donne e i bambini che vivono nei campi profughi di Peshawar, denunciandone le pessime condizioni di vita e gli abusi subiti. Dal 1992 al 2001, mentre viveva a Peshawar, ha organizzato programmi di emancipazione femminile in Afghanistan. Nel 2001 è tornata definitivamente in Afghanistan. Nel 2002 ha portato a termine la prima valutazione della condizione femminile nel Nurestan, sostenendo inoltre la creazione di centri di sviluppo femminile nelle province di Kandahar, Ghazni, Herat e Parvan. Nel 2008 Frogh ha partecipato all'annuale Colloquium di Inclusive Security, assistendoli nell'organizzazione e nell'attuazione di una serie di corsi di formazione sulla leadership femminile a Kabul.
Nel 2013 ha cercato di recarsi negli Stati Uniti per sfuggire da un comandante di una milizia che, in un rapporto alla NATO, aveva identificato come responsabile di violazioni dei diritti, ma, nonostante il comandante minacciasse lei e le sue sorelle e, sebbene l'Institute of Inclusive Security, con sede negli Stati Uniti, abbia invitato Frogh a trascorrere da 6 a 12 mesi come visiting fellow, il suo visto è stato negato.
Frogh è cofondatrice e direttrice dell'organizzazione afghana Research Institute for Women, Peace and Security. Ha anche scritto per il Guardian sull'Afghanistan. Nel 2010 ha scritto della necessità di non accettare la pace nel suo Paese ad ogni costo, temendo che i diritti delle donne sarebbero stati sacrificati e che i criminali sarebbero stati liberati.
Sostiene la ratifica da parte degli Stati Uniti della Convenzione sull'eliminazione di ogni forma di discriminazione della donna, che l'Afghanistan ha ratificato nel 2003.

## Riconoscimenti
Frogh ha ricevuto il l'International Women of Courage Award nel 2009.